# Боровинка однобока
Ортилія однобока, боровинка однобока, грушанка боровинка, грушанка однобока, рамішія однобока (Orthilia secunda) — багаторічна рослина родини вересові (Ericacea).

## Будова

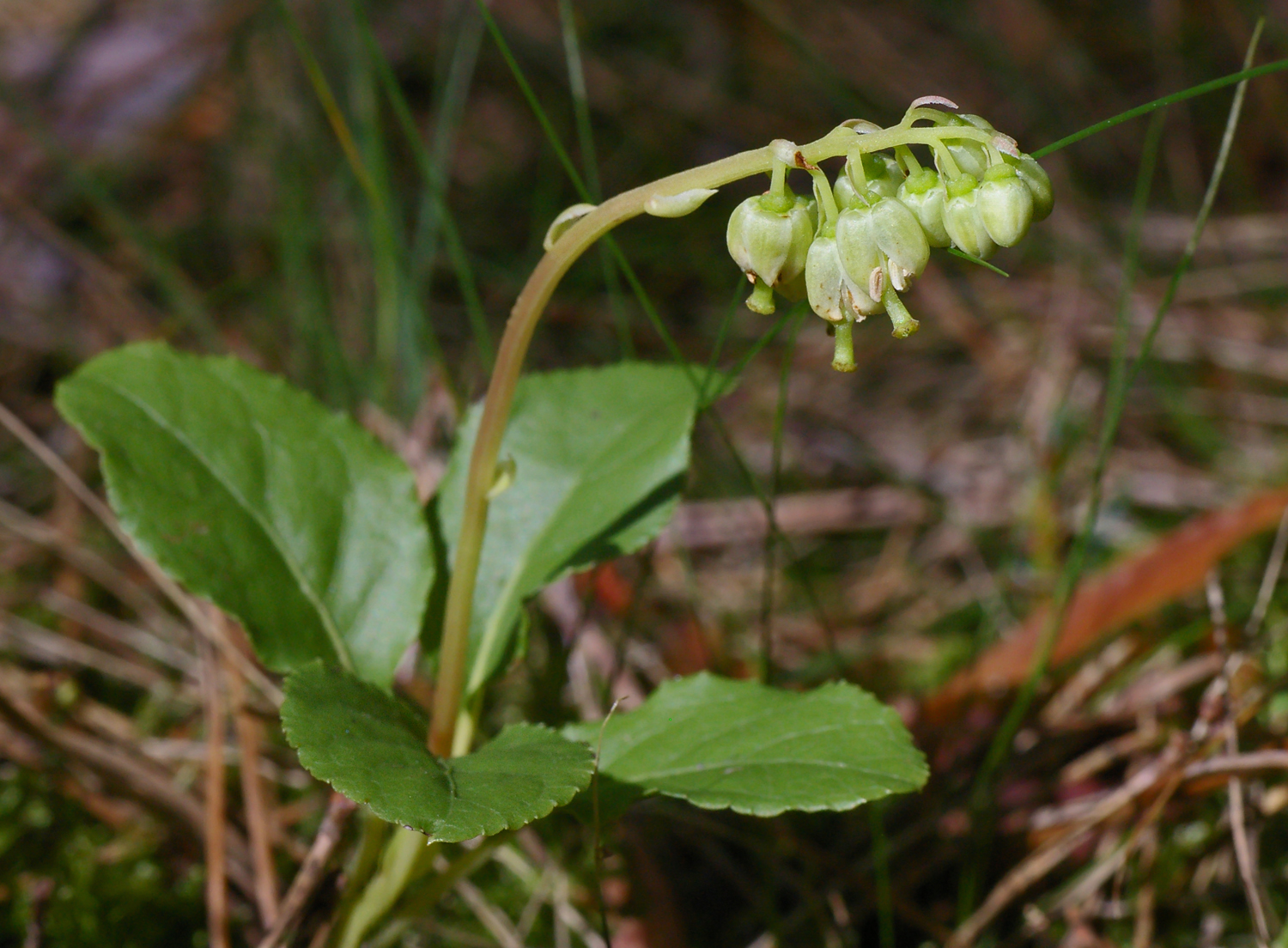
Загальний вигляд рослини

Невелика багаторічна рослина із зимуючими листками продовжено-ланцетної форми. По краю листки дрібнозубчасті, на коротких черешках. Квітки зеленувато-білі, дзвоникоподібні, в однобокому суцвітті.

## Поширення та середовище існування
Циркумбореальний вид. Зростає в холодному та помірному поясах Північної півкулі, в лісовій зоні. Зустрічається у хвойних, мішаних, іноді листяних лісах. Рослина потребує охорони.

## Охорона в Україні
Занесена до офіційних переліків регіонально рідкісних рослин Донецької, Харківської, Луганської і Вінницької областей.